# FK Spartak Vladikavkaz

Spartak (ruski: Спарта́к ) je ruski nogometni klub iz grada Vladikavkaza (prije znanog i kao Ordžonikidze).
U prošlosti je nekoliko puta mijenjao imena:
- "Avtomobilist",
- "Spartak" Ordžonikidze (1937. – 1994.)
- "Spartak-Alanija" Vladikavkaz (1995. – 1996.),
- "Alanija" Vladikavkaz (1997. – 2002.)
- "Spartak-Alanija" Vladikavkaz (2003.),
- "Alanija" Vladikavkaz (2004. – 2005.)

Najveći klupski uspjeh je osvajanje naslova ruskog prvaka 1995. godine. 
1992. i 1996. su bili doprvaci.
U sezoni 2005. Alanija je okončala sezonu na 15. mjestu u ruskoj premijer ligi (po hrv.: 1. liga), ispavši u nižu ligu, u "Pervij divizion PFL".
14. veljače 2006. rješenjem vijeća PFL-a, klub je bio isključen iz tog natjecanja   Arhivirana inačica izvorne stranice od 4. veljače 2012. (Wayback Machine). Kroz nekoliko dana, rješenje je bilo promijenjeno, a klubu je bilo dopušteno sudjelovati u tom natjecanju.
21. ožujka 2006., PFL bila donijela konačno rješenje: lišiti klub profesionalog statusa. Uskoro poslije toga, u svezi s problemima s dokumentima, momčad je opet promijenila ime u "Spartak".

## Vanjske poveznice
- Službene klupske stranice
- Navijačke stranice